# Narnia
Narnia – fantastyczny świat stworzony przez brytyjskiego pisarza C.S. Lewisa, w którym rozgrywa się akcja jego powieści z cyklu Opowieści z Narnii. Świat ten zawdzięcza swoją nazwę znajdującej się w nim krainie Narnii, wokół której w głównej mierze toczą się opowieści.
Mieszkańcami Narnii są liczne fantastyczne stworzenia, takie jak fauny, centaury, karły oraz mówiące zwierzęta. W Narnii bardzo powszechna jest magia. Kraina ta została stworzona przez lwa Aslana.
Lewis prawdopodobnie zaczerpnął nazwę swej magicznej krainy z łacińskiej wersji nazwy włoskiego miasta Narni.

## Geografia
Fantastyczny świat, w którym rozgrywa się akcja, podzielony jest na liczne kraje. Najważniejsze z nich to Narnia, Archenlandia, Kalormen i Harfang.
Stolica narnijskiego królestwa znajduje się w położonym nad Wschodnim Oceanem zamku Ker-Paravel, który podczas złotego wieku (panowania Wielkiego Króla Piotra, Królowej Zuzanny, Króla Edmunda i Królowej Łucji) leżał na półwyspie. Półwysep ten podczas kilkusetletniej nieobecności legendarnych władców stał się wyspą. Właściwa Narnia jest jedną z krain, na południe od której leżą Archenlandia i (za wielką pustynią) Kalormen. Od wschodu Narnia graniczy z Morzem Wschodnim, którego najdalej na wschód wysuniętą częścią jest Srebrne Morze.
Na zachód od Narnii leży Zachodnie Pustkowie, za którym znajduje się Granatowe Jezioro. Za tym jeziorem położone jest wysokie Wzgórze z Ogrodem i Drzewem (analogia do drzewa poznania dobra i zła z Biblii.
Od północy Narnia sąsiaduje z krainą olbrzymów, Ettinsmoor (z ettin, dawny wariant eten – „olbrzym” i moor – „otwarty, żyzny teren”). Jest to obszerne wrzosowisko, przecięte licznymi strumieniami, na północ od rzeki Sucha Woda, a na południe od Harfangu – królestwa olbrzymów.

### Archenlandia

Herb Archenlandii

Archenlandia położona jest między Narnią właściwą na północy, od której dzielą ją Góry Północne (czyli narnijskie Góry Południowe), a Południowymi Marchiami (gdzie mieszka Pustelnik, którego spotykają bohaterowie powieści Koń i jego chłopiec). Południową granicą Marchii jest rzeka Kręta Strzała, północna granica Wielkiej Pustyni (za którą znajduje się Kalormen). Kraj pokryty prześwietlonymi lasami na łagodnych wzgórzach, sławny z bardzo mocnego wina. Siedzibą królów Archenlandii jest zamek Anward. Pierwszym królem i założycielem Archenlandii był młodszy syn pierwszego Króla Narnii – Franka.

### Kalormen
Kalormen ang. Calormen został założony w 204 roku czasu narnijskiego przez przestępców-banitów z Archenlandii. Kalormen położony jest na południe od Narnii i Archenlandii, od której dzieli go pustynia. Od wschodu ma dojście do Wielkiego Oceanu Wschodniego. Stolicą Kalormenu jest Taszbaan, położony na wyspie na rzece. Jest krajem o wiele większym od Narnii, która ma powierzchnię równą 1/4 najmniejszej kalormeńskiej prowincji. Nazwa wywodzi się z łacińskiego calor (ciepło) i angielskiego men (ludzie), czyli Kalormeńczycy to „ludzie z ciepłego [kraju]”.
Kalormen zamieszkują ciemnoskórzy ludzie, których kultura i ubiór przypominają kulturę arabską lub turecką. Władca Kalormenu nosi tytuł Tisrok i jest despotą rządzącym ściśle hierarchicznym społeczeństwem, którego arystokrację stanowią Tarkaanowie' Noszą oni bogate, zdobione szaty, turbany i zbroje kolcze oraz uzbrojenie we wschodnim typie (sejmitary i okrągłe tarcze). Kalormeńczycy opisani są jako „tajemniczy”, „mądrzy” i „okrutni”; wspaniałość ich pełnej ogrodów stolicy przesłania biedę przeciętnych mieszkańców, ordynarnych i cuchnących. Kultura Kalormeńczyków, wrogów Narnijczyków, jest prawdopodobnie wzorowana na Baśniach z tysiąca i jednej nocy, których Lewis nie lubił. Społeczna hierarchia Kalormenu obejmuje zarówno zwykłych, ubogich ludzi chodzących w łachmanach i mieszkających w brudzie, jak i pozbawionych wszelkich praw niewolników; handel tymi ostatnimi jest powszechny. Kobiety są ściśle podporządkowane mężczyznom.
W Kalormenie nie mieszkają zwierzęta mówiące ludzkim głosem, tak jak w Narnii. Wyjątek stanowią zwierzęta, które zostały porwane (konie Bri i Hwin). Ogólnie Kalormen i jego społeczeństwo są przedstawiani jako opozycja, antyteza Narnii, w której rozgrywa się część akcji powieści Koń i jego chłopiec; inwazja Kalormeńczyków na Narnię stanowi istotną część akcji Ostatniej bitwy.

### Samotne Wyspy
Archipelag trzech wysp, położony na wschód od Ker-Paravel. Do czasów Kaspiana X wyspy uważane były za krawędź znanego świata.
Od czasów, gdy król Narnii Zefir zabił terroryzującego wyspy smoka, królowie Narnii nosili nadany im przez mieszkańców archipelagu tytuł Cesarza Wysp. W czasach rządów Białej Czarownicy uzurpowała ona ten tytuł. Władców Narnii reprezentowali gubernatorowie; ostatni z nich, Gumpas, wykorzystując brak zainteresowania losami archipelagu w czasach rządów królów telmarskich, zezwalał na handel niewolnikami. Proceder ten ukrócił Kaspian X, likwidując tytuł i mianując barona Berna Księciem Samotnych Wysp.
W skład archipelagu wchodziły wyspy:
- Felimata – prawie całkowicie bezludna, poza pasterzami wielkich stad owiec[14];
- Awra – mieściło się na niej miasteczko Bernstead, siedziba barona Berna, pierwszego księcia Samotnych Wysp, z dobrym portem na południowym wybrzeżu[15];
- Dorn – największa z wysp. To na niej mieściła się stolica wysp, Narrowhaven[16].